# نوده (رباط‌کریم)
نوده (رباط‌کریم)، روستایی از توابع بخش مرکزی شهرستان رباط‌کریم در استان تهران ایران است.

## جمعیت
این روستا در دهستان وهن آباد قرار دارد و براساس سرشماری مرکز آمار ایران در سال ۱۳۸۵، جمعیت آن ۴۸۲ نفر (۱۱۴خانوار) بوده‌است.